# Poésie-performance

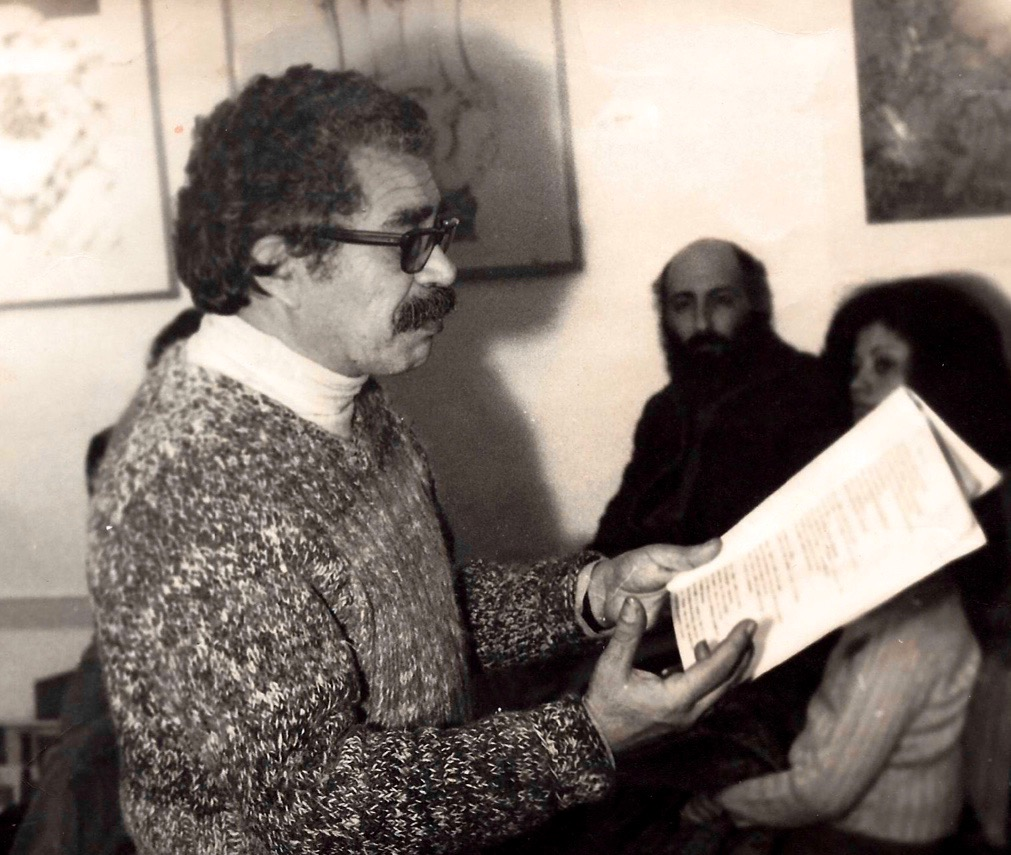
Hector Borda Leaño lors d'un récital de poésie à Buenos Aires en 1971.

La poésie-performance ou poésie action est une pratique artistique contemporaine qui se trouve au confluent de l'art performance et de la lecture performée. Elle désigne une pratique de la poésie (dans ses trois dimensions de production ou « écriture » - émission ou « profération » - réception ou « écoute ») moins écrite que « vécue » en direct, et une pratique de la communication directe et de l'art vivant qui privilégie la fonction poétique du langage.

Dans la poésie-performance se joue une sortie partielle du paradigme livresque pour fonder une poésie spécifiquement créée en vue d'être performée en présence d'un public. Comme l'explique Yan St-Onge en 2014 dans la revue Cygne noir (« revue d'exploration sémiotique » de l'Université du Québec) : 

« L’événement contemporain de poésie peut se penser en trois grandes catégories : la lecture de poésie ou ce qu’on appelait traditionnellement un récital ; le spectacle de poésie au sens d’une mise en scène théâtrale avec des comédiens ; et la poésie-performance. Cette dernière se situe dans un espace transdisciplinaire, en tension entre diverses tendances artistiques : l’art performance et ses développements dans le champ des arts plastiques ou visuels, la poésie sonore et la poésie action, les diverses avant-gardes comme dada, le futurisme, le surréalisme, Fluxus, mais aussi la contre-culture, le lettrisme, le happening, etc. »

— Yan St-Onge,  Chambres de Sébastien Dulude : la poésie-performance et le livre 
L’“évasion” par la poésie « hors du livre » est ici seulement partielle, car selon le même auteur il peut tout de même exister — de manière paradoxale — des « livres de poésie-performance », comme c'est le cas pour lui du livre Chambres de Sébastien Dulude, lequel activerait à la fois les « enjeux sémiotiques du document et de la documentation textuelle et photographique, de même que l’idée du livre comme performance » ce qui lui permettrait de « cerner un peu mieux le statut [et le concept] de ce “livre de poésie-performance” ».

## En France
- Bernard Heidsieck
- Joël Hubaut par une lecture épidémik amplifiée.
- Julien Blaine qui après sa tournée "Bye Bye la perf"[3] fait de nombreuses lectures performances où il montre souvent les "oripeaux" de ses anciennes perfs.
- Sylvain Courtoux, et son usage du sampling
- Serge Pey
- Charles Pennequin avec notamment les bandes de papier sur lesquelles il écrit des poèmes délabrés, muni de feutre poska sur sa tête.
- Jean-Pierre Bobillot
- Patrick Dubost

### Sources bibliographiques
- (en) Philip Auslander, « The performativity of Performance Documentation », PAJ: A Journal of Performance and Art, PAJ 84, vol. 28, no 3, septembre 2006, pp. 1-10.
- (fr) Thierry de Duve, « Performance ici et maintenant : l’art minimal, un plaidoyer pour un nouveau théâtre », Essais datés I. 1974-1986, Paris, Éditions de la Différence, 1987, pp. 159‑205.
- (en) Peggy Phelan, « The Ontology of Performance. Representation Without Reproduction », Unmarked: The Politics of Performance, New York, Routledge, 1993, pp. 146‑166.
- (fr) David Zerbib, « La performance est-elle performative ? », Art Press 2, no 18 : « Performances contemporaines 2 », août-septembre-octobre 2010, pp. 20-30.
- (fr) Laurance Ouellet Tremblay, « Jonathan Lamy ou le fulgurant désir d'être touché », Inter: art actuel, no 114, printemps 2013, pp. 56-57.

### Autres
- Revue Action_Doc(k)s (« Action / Performance » - avec un DVD), 2003-2004[4].
- Revue Asian_Doc(k)s / La Caravane de la parole (« Poètes et performers dans les nouvelles Asies : Chine, Vietnam, Thaïlande, Indonésie, Japon, Singapour / Québec 2008 » - avec un DVD), 2008-2009[5].